# Áno Karyés (Arcadie)
Áno Karyés (grec moderne : Άνω Καρυές) est une localité située dans le dème de Mégalopolis, dans le district régional d'Arcadie, dans la périphérie du Péloponnèse, en Grèce.
Selon le recensement de 2021, elle compte 19 habitants.